# Franc Leskošek
Frank Leskošek (pseudonym Luka; 9. prosince 1897 Celje – 5. července 1983 Lublaň) byl jugoslávský politik, partyzán a národní hrdina slovinského původu.

## Životopis
Narodil se v Celji. Po škole pracoval na různých místech tehdejší rakousko-uherské monarchie a v roce 1913 se zapojil do odborového hnutí.
Během první světové války byl povolán do rakousko-uherské armády a bojoval na italské frontě. Po válce působil v různých společnostech, které byl nucen opustit poté, co v nich organizoval stávky. V roce 1926 se stal členem Komunistické strany Jugoslávie (KPJ).
V září 1935 se stal členem komise odborů při provinčním výboru KPJ pro Slovinsko. Organizoval setkávání pracujících, ale také stávky. V červnu 1936 byl v Moskvě zvolen členem politbyra ústředního výboru KPJ a v roce 1937 byl na ustavujícím sjezdu Komunistické strany Slovinska zvolen tajemníkem jejího ústředního výboru. V roce 1938 se stal členem ústředního výboru KPJ, v prosinci téhož roku kandidoval za komunisty do jugoslávské skupštiny. V prosinci 1939 odešel v důsledku zesílení policejního teroru do ilegality a ve stejném období byl opětovně zvolen do ústředního výboru KPJ.
10. dubna 1941 – v době útoku na Jugoslávii – byl jmenován členem vojenského výboru. Na konci dubna 1941 ústřední výbor slovinských komunistů pod jeho vedením vyzval Slovince k ozbrojenému boji proti okupantům. 15. června 1941 se stal členem Osvobozenecké fronty slovinského národa. 22. června 1941 se politbyro slovinských komunistů usneslo na zahájení povstání a vytvoření hlavního štábu slovinských partyzánů, jehož velitelem byl jmenován právě Leskošek. Řídil ozbrojené povstání a partyzánské jednotky ve Slovinsku. Byl také členem generálního štábu Národně-osvobozeneckých vojsk Jugoslávie (NOVJ). V dubnu 1942 jsou zformovány čtyři armádní skupiny, ovšem velení z Lublaně je zkomplikováno blokádou města. Počátkem října 1942 je kooptován do výkonného výboru Osvobozenecké fronty a funkci náčelníka hlavního štábu přenechává Ivanu Mačkovi. V říjnu 1943 byl zvolen do slovinské delegace na druhé zasedání Antifašistického výboru národního osvobození Jugoslávie (AVNOJ). 29. listopadu 1943 byl na zasedání zvolen do předsednictva AVNOJe. Ve zbytku války se podílel na zlepšování organizace jednotek NOVJ a vládních orgánů.
Po druhé světové válce vykonával různé funkce na úrovni Slovinska i federace. Byl ministrem průmyslu a hornictví v první slovinské vládě. V letech 1948 až 1951 byl jugoslávským svazovým ministrem těžkého průmyslu. V letech 1951 až 1953 byl předsedou Rady pro industrializaci Slovinska, poté do roku 1958 byl členem výkonného výboru Národní skupštiny Federativní lidové republiky Jugoslávie (FNRJ). V letech 1958 až 1963 byl místopředsedou Lidové skupštiny FNRJ a od roku 1963 byl členem Rady federace. V letech 1945 až 1963 byl poslancem slovinské skupščiny a v letech 1946 až 1953 a 1958 až 1963 svazové skupštiny.
Členem výkonného výboru ústředního výboru Svazu komunistů Slovinska (ÚV SKS) byl v letech 1956 až 1966 a poté (1966 až 1968) byl členem předsednictva ÚV SKS. Do roku 1964 byl členem politbyra ústředního výboru Svazu komunistů Jugoslávie (ÚV SKJ) a do roku 1969 členem ÚV SKJ. Od roku 1953 byl členem Hlavního odboru Socialistického svazu pracujícího lidu (SSRN) Jugoslávie a od roku 1967 byl členem předsednictva slovinské republikové konference SSRN.
Byl nositelem Partyzánské pamětní medaile 1941, Řád národního hrdiny Jugoslávie obdržel 15. července 1953.
Zemřel v Lublani 5. července 1983.